# Karlínská kasárna

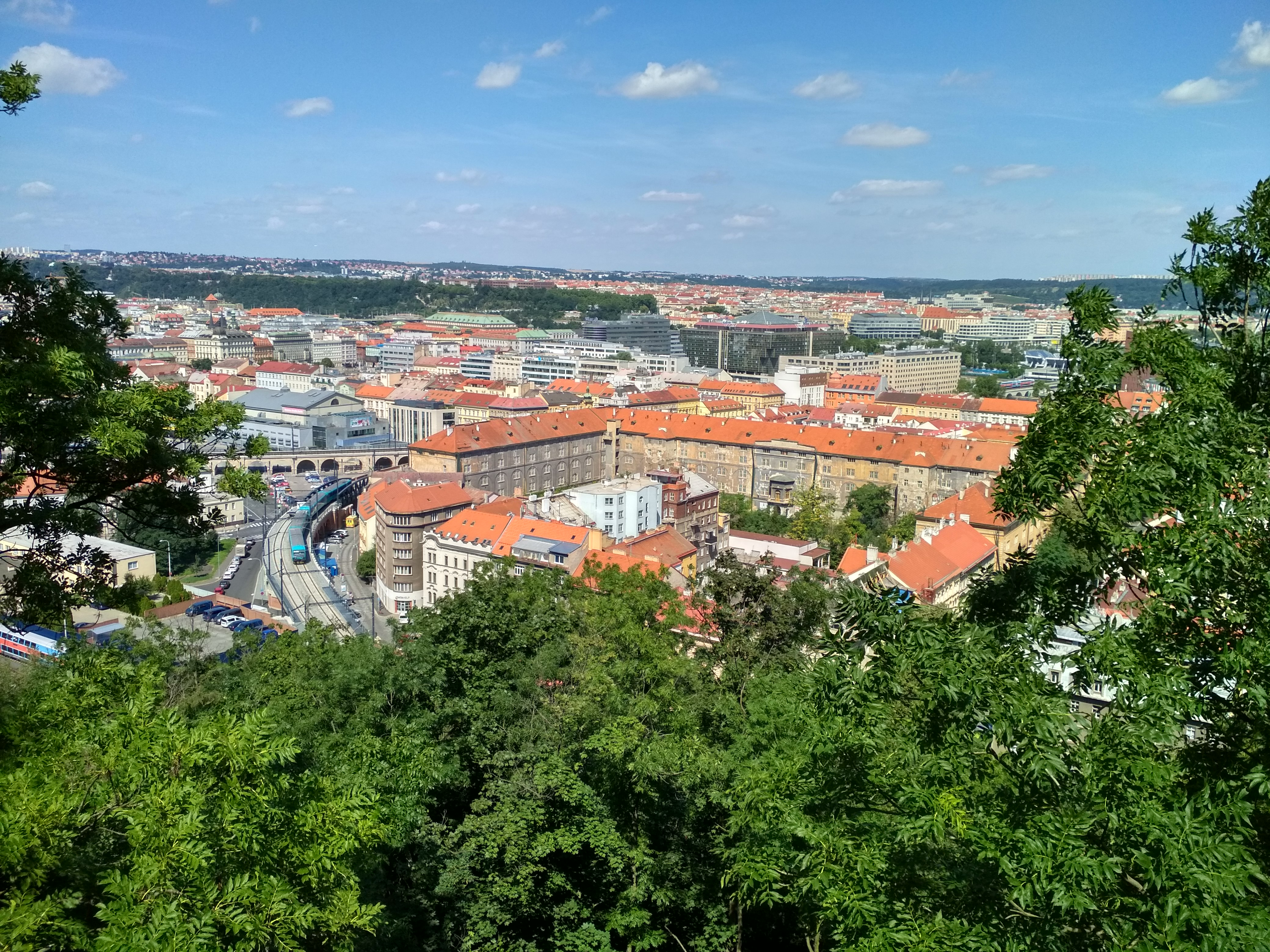
Trojkřídlá budova karlínských kasáren - pohled z vrchu Vítkova

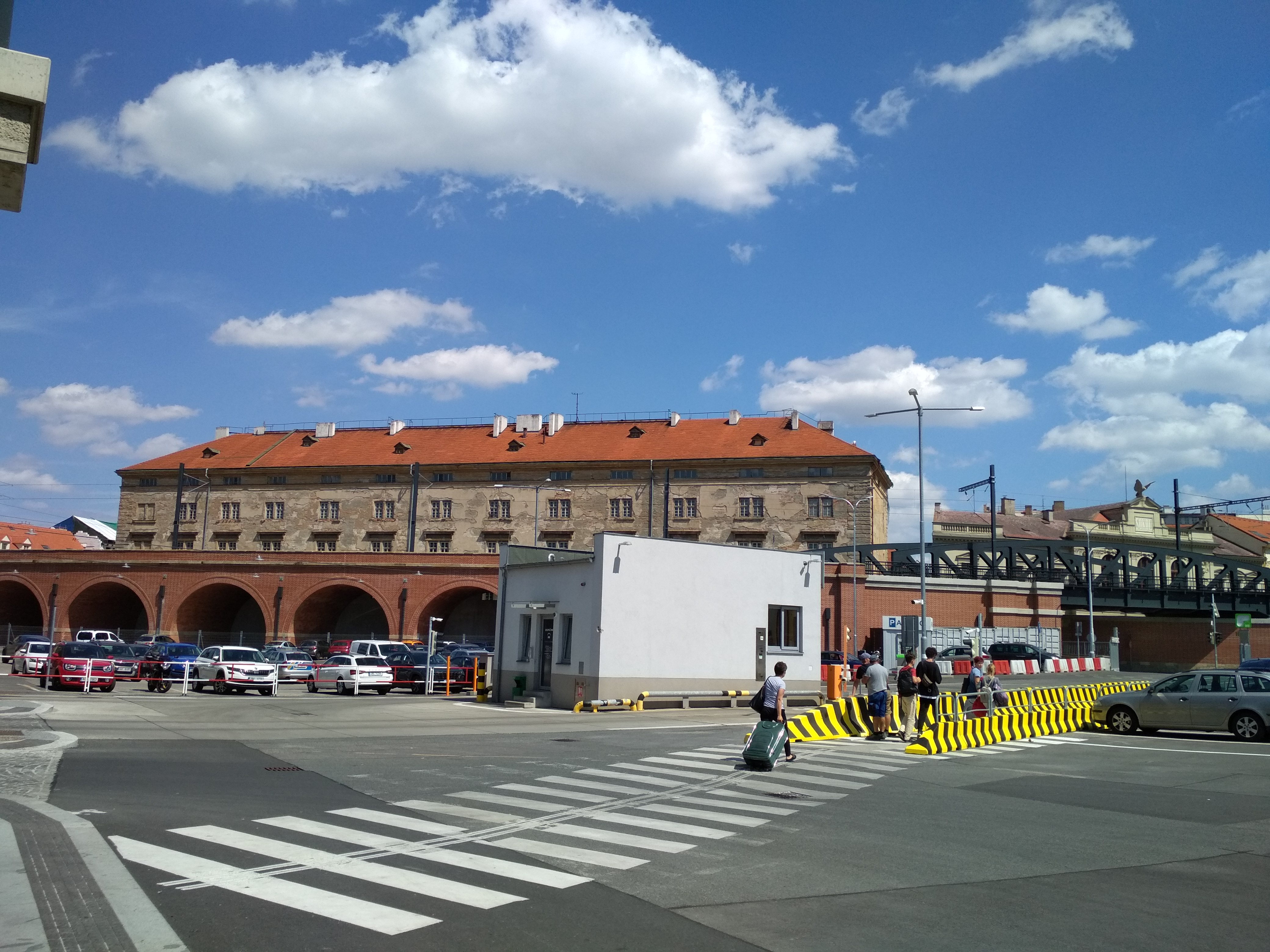
Vstupní křídlo Kasáren Karlín. V popředí Negrelliho viadukt, vpravo karlínská sokolovna

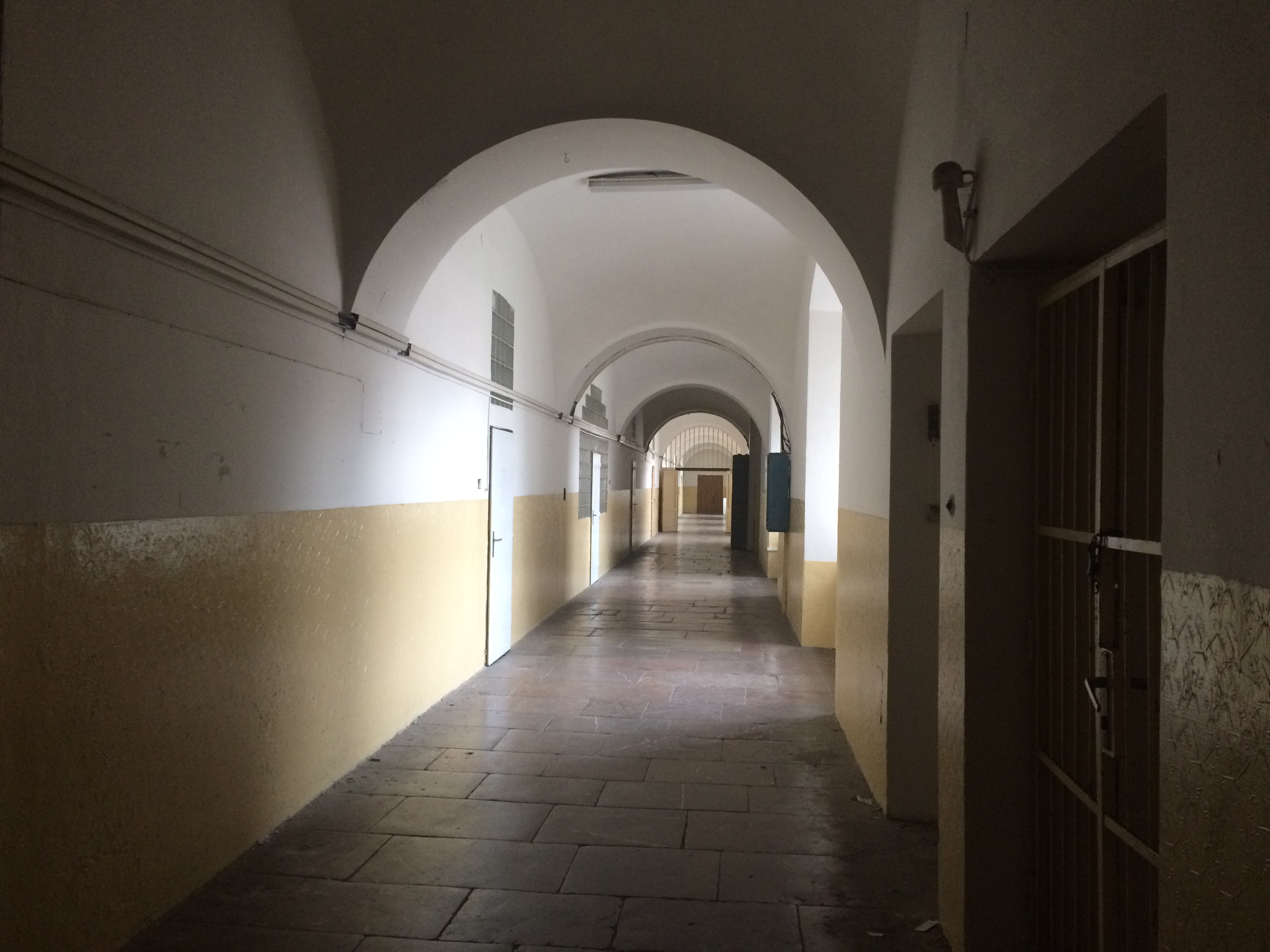
Karlínská kasárna, chodba

Karlínská kasárna (také Kasárna Karlín, Ferdinandova kasárna nebo Karlínská kasárna Jana Žižky z Trocnova, v období druhé světové války Hindenburgova kasárna) jsou historická klasicistní pětipodlažní budova, která stojí v Praze 8 ve čtvrti Karlín. Vchody má z ulic Prvního pluku, Křižíkova a Vítkova, těsně sousedí s vrchem Vítkov a Negrelliho viaduktem. Před rokem 2008 zde sídlily různé útvary a zařízení pražské vojenské posádky jako posádková hudba, vojenská policie, velitelství nebo ošetřovna. Jsou chráněna jako kulturní památka České republiky.

## Historie kasáren
Ve 40. letech 19. století se množily stížnosti na nízkou kvalitu ubytování vojáků v hlavním městě českého království. Vojáci byli často ubytováni v budovách bývalých klášterů, které potřebám armády nevyhovovaly. Proto se dvorská válečná rada roku 1842 rozhodla, že budou v Praze postavena nová kasárna s kapacitou 2000 mužů. Expertní skupina vybrala pozemek za městskými hradbami v blízkosti Poříčské brány. Při jeho výběru hrál roli i fakt, že se nacházel nad tehdy dobře zaznamenaným nejvyšším stavem Vltavy.
Rozpočet karlínské novostavby byl určen na 400 000 zlatých. Výkup pozemků byl proveden v roce 1844 a stavba byla zahájena na jaře o rok později. Kasárna Karlín postavil podnikatel Vojtěch Lanna starší v letech 1846–1849 a ve své době se jednalo o největší objekt tohoto druhu v celé Praze. Ke kolaudaci došlo v roce 1848, poté budova začala sloužit svému účelu, k oficiálnímu odevzdání stavby bez nedodělků došlo o tři roky později.
Během existence rakousko-uherské monarchie nesly název Ferdinandova kasárna (podle císaře Ferdinanda I. Dobrotivého), po roce 1918 došlo k přejmenování na Karlínská kasárna Jana Žižky z Trocnova.
V období druhé světové války sloužila kasárna (stejně jako třeba Základní škola na Lyčkově náměstí) pro potřeby wehrmachtu. Během okupace vojsky Varšavské smlouvy v roce 1968 zde na krátký čas sídlilo provizorní protiokupační vysílání nezávislého Československého rozhlasu. Herečka a hlasatelka Ludmila Stambolieva tu hlásila v bulharštině a srbochorvatštině.
V 19. století zde postupně sídlil 8. sapérský prapor, v roce 1906 c.k. pěší pluk č. 91 polního zbrojmistra rytíře Huberta von Czibulky (jednalo se o mateřský útvar literární postavy Josefa Švejka). Od roku 1920 zde byl umístěn 5. ženijní pluk a ve 30. letech také vojenská hudební škola, které velel major Jan Uhlíř. Ve druhé polovině 20. století zde sídlily útvary pražské posádky – posádková hudba, posádkové velitelství, posádková ošetřovna, vojenská policie, nebo také Dělostřelecký pluk, Velitelské stanoviště PVOS (Protivzdušné obrany státu), Hlavní letecké povětrnostní ústředí, 17. spojovací pluk, 7. armádní spojovací dílny nebo hlavní středisko řízení letového provozu.
Od roku 1993 zde sídlil 6. strážní prapor, který byl v létě 1995 přejmenován na prapor Čestné stráže AČR, který v letech 1997–2000 spadal pod VÚ 1411 – Posádka Praha. Po zrušení základní vojenské služby zde měla sídlo Územní vojenská správa, klub důstojníků v záloze, vojenská policie a cizinecká policie.

## Současnost

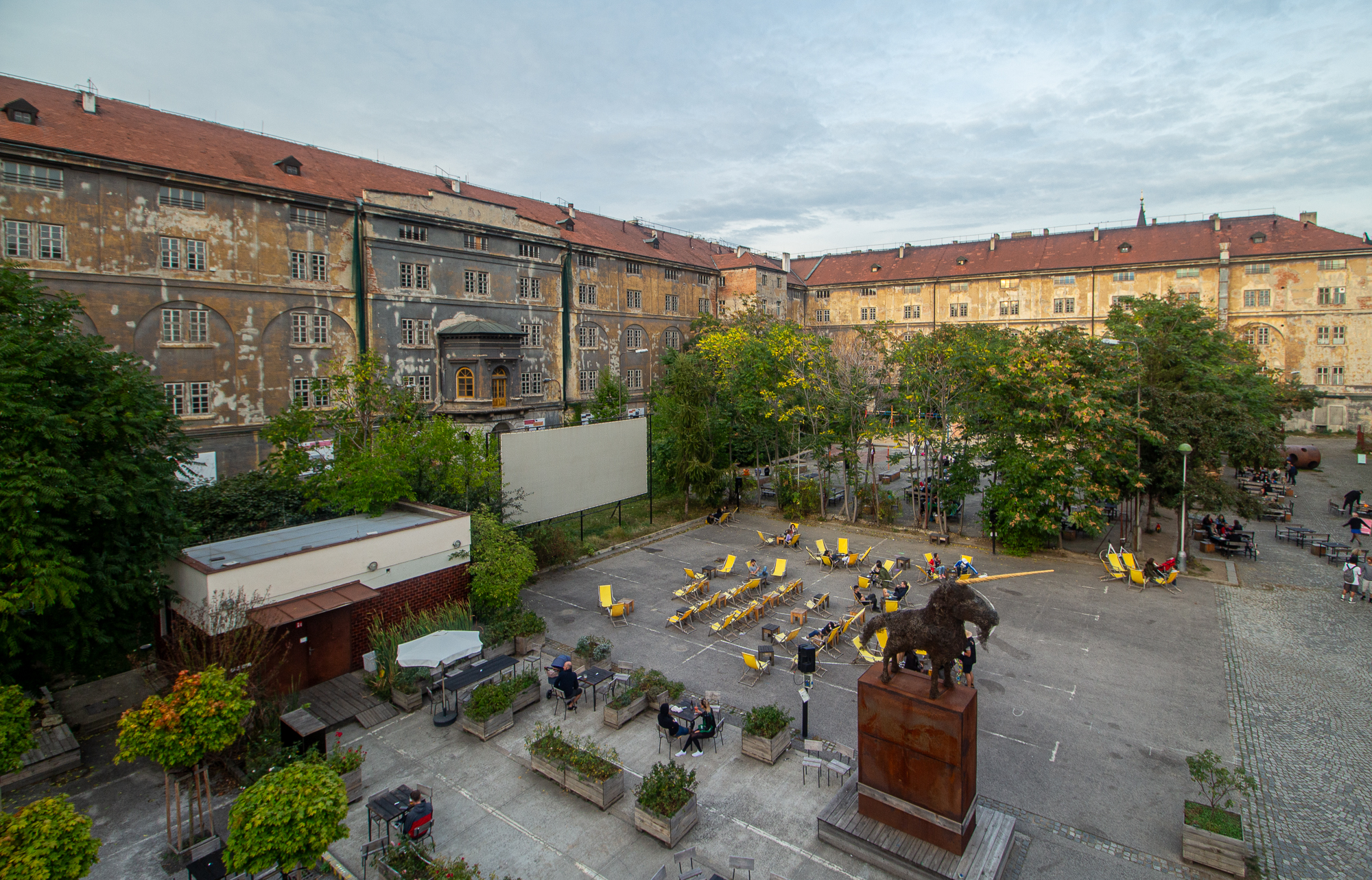
Nádvoří karlínské kasárny jako část kulturního centra

V listopadu 2013 (těsně po volbách do PSP v době, kdy ministerstvo řídil končící Vlastimil Picek) se tehdejší správce – Ministerstvo obrany ČR – pokusil o privatizaci kasáren.
V soutěži vyhrála společnost Griva Art manželky miliardáře Pavla Tykače Ivany Tykač, která nabídla 590 milionů korun. Vítězství firmy provázelo podezření o propojení jednotlivých soutěžících subjektů. Mimo jiné z těchto důvodů nový ministr obrany Martin Stropnický v únoru 2014 (jmenovaný do funkce měsíc před tím) výsledek soutěže zrušil. Později ministerstvo vydalo prohlášení, že informace o majetkovém propojení firem není pravdivá a vyhlásilo nové kolo soutěže za vyšší cenu 620 milionů korun. Do tohoto výběrového řízení se nikdo nepřihlásil.

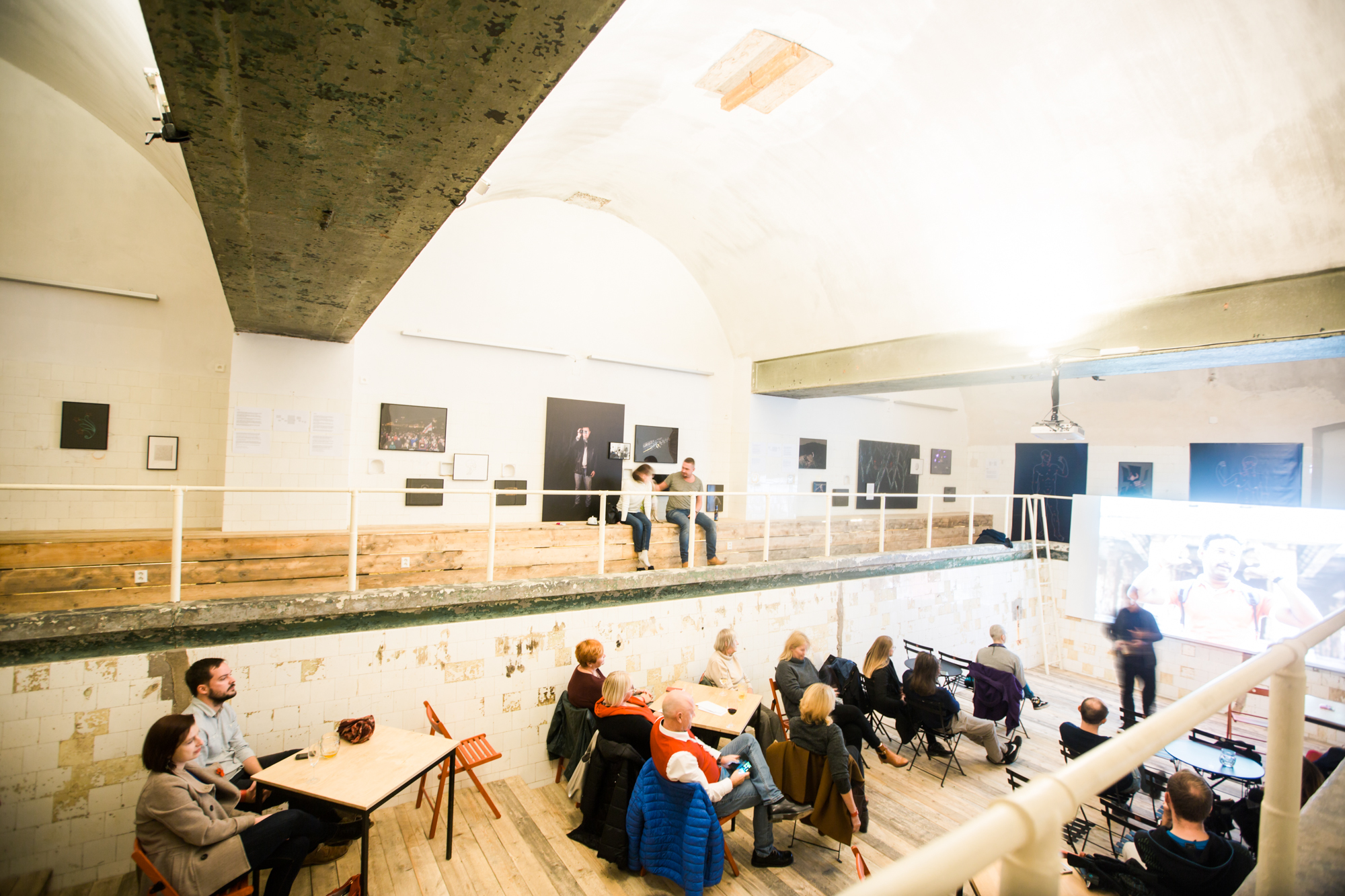
Kavárna v bývalém bazénu

Budova byla po neúspěšném pokusu o prodej převedena na podzim 2016 do správy Ministerstva spravedlnosti. Podle slov tehdejšího ministra Roberta Pelikána zde ministerstvo připravuje přestavbu areálu na justiční palác, obdobu soudní budovy Na Míčankách ve Vršovicích. Připravuje se projekt dočasného využití do doby zahájení rekonstrukce.

### Kulturní centrum

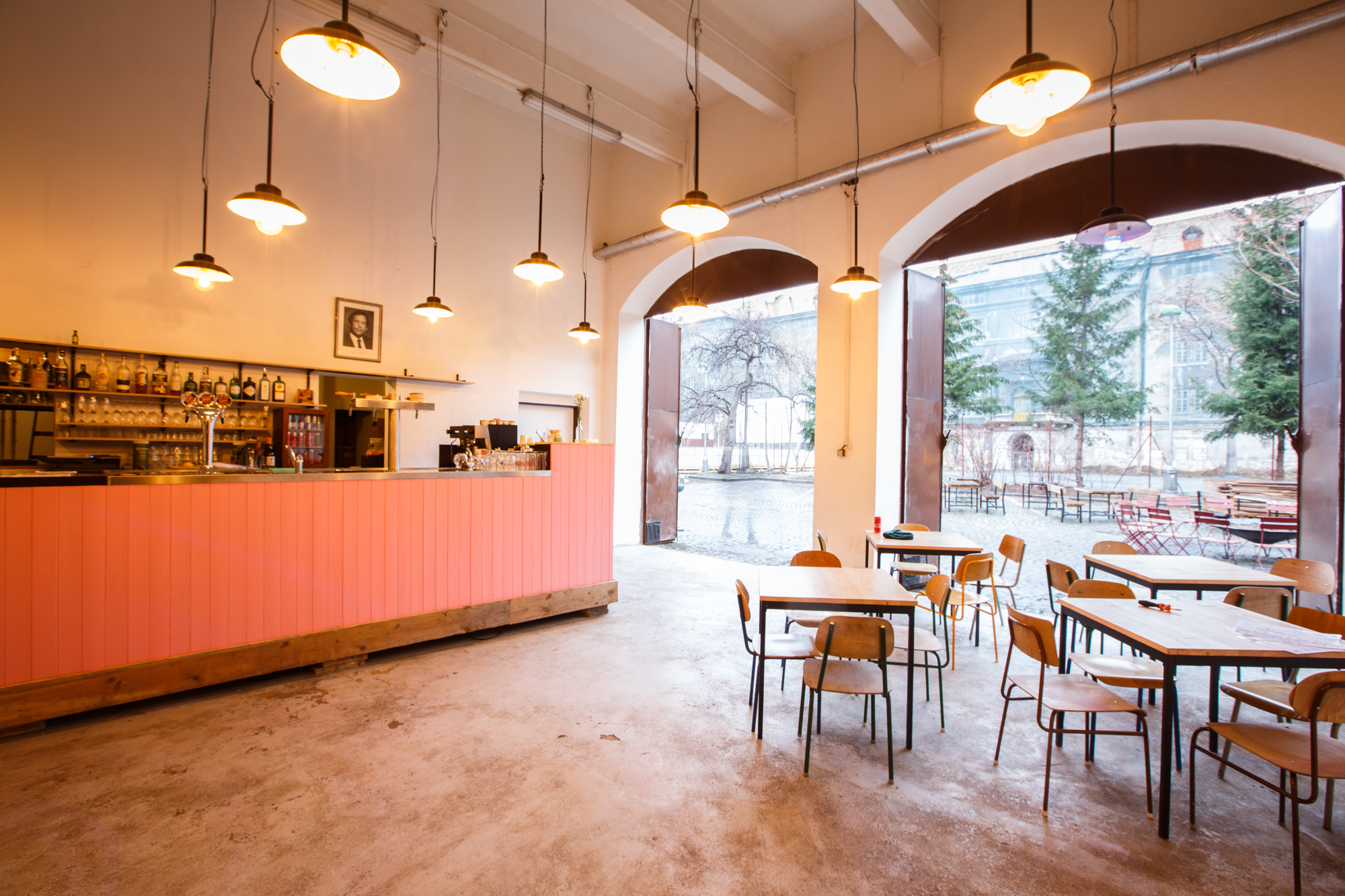
Bar v bývalých garážích

10. 4. 2017 se v médiích objevila informace, že ministerstvo spravedlnosti podepsalo tříletou smlouvu o zápůjčce se skupinou lidí sdružených okolo „kulturního developera“ Matěje Velka v organizaci Pražské centrum z.s. (stejní lidé, kteří v minulosti provozovali projekt oživení Nákladového nádraží Žižkov). Zápůjčku kasáren prosadil ministr Robert Pelikán, zástupce starosty Prahy 8 Petr Vilgus a místní aktivista Štěpán Klimeš. V budově kasáren bude do doby zahájení přestavby na justiční palác provozováno kulturní a společenské centrum. Součástí projektu je i přesídlení galerie Karlin Studios.
Na jaře 2017 začala organizace Pražské centrum s pomocí dalších dobrovolníků upravovat venkovní části, bývalé vojenské garáže a další prostory. Ke slavnostnímu znovuotevření Kasáren veřejnosti došlo v červnu 2017. Areál po renovaci disponuje mimo jiné letním i vnitřním kinem, několika sty míst k venkovnímu sezení, dvěma ohništi, hřištěm pro děti i na beach volleybal a barem. Do areálu byly také umístěny sochy významných českých sochařů Františka Skály jr., Čestmíra Sušky a Josefíny Jonášové. Vedle dekorativních soch byl mimo zimu používán i Skálův Prastánek – malý bar v kmenu dubu.
Na konci první sezóny proběhla rekonstrukce bývalého armádního bazénu v tzv. Nové budově a přilehlé místnosti pro sprchy – na tomto místě byla zbudována kavárna a ve vypuštěném bazénu se začaly pořádat přednášky nebo divadelní představení. Kasárna byla každodenně zpřístupněna veřejnosti, začala zde probíhat celá řada akcí: v roce 2019 tu například hrála open-air koncert PKF – Prague Philharmonia a pravidelně zde mají program organizace jako Lékaři bez hranic nebo Asistence. 
V lednu 2024 získalo budovu do vlastnictví hlavní město Praha, se státem objekt vyměnilo za areál a stavby Fakultní nemocnice Bulovka. Vedení Prahy v dubnu oznámilo, že si nechá vypracovat analýzu k budoucímu využití objektu.
4. června 2024 Stavební úřad Prahy 8 uzavřel kulturní centrum kvůli chybějící rekolaudaci. Provozovatel Kasáren Matěj Velek uvedl, že teprve po získání objektu Prahou se jejich snaha o legalizaci provozu centra setkala se součinností vlastníka. K tomu, aby kulturní centrum mohlo splňovat všechny požadavky, je kromě rekolaudace nutná i změna územního plánu.